# Галицинівська сільська рада (Миколаївський район)
Галицині́вська сільська́ ра́да — адміністративно-територіальна одиниця та орган місцевого самоврядування у Вітовському районі Миколаївської області. Адміністративний центр — село Галицинове.

## Загальні відомості
- Населення ради: 2 196 осіб (станом на 2001 рік)

## Населені пункти
Сільській раді були підпорядковані населені пункти:
- с. Галицинове

## Склад ради
Рада складалася з 18 депутатів та голови.
- Голова ради: Назар Іван Васильович
- Секретар ради: Кукіна Ірина Валеріївна

### Керівний склад попередніх скликань
| Прізвище, ім'я, по батькові | Основні відомості                                                         | Дата обрання | Дата звільнення |
| --------------------------- | ------------------------------------------------------------------------- | ------------ | --------------- |
| Назар Іван Васильович       | Сільський голова, 1961 року народження, освіта вища, безпартійний         | 26.03.2006   | 31.10.2010      |
| Назар Іван Васильович       | Сільський голова, 1961 року народження, освіта вища, член Партії регіонів | 31.10.2010   |                 |

Примітка: таблиця складена за даними сайту Верховної Ради України

### Депутати
За результатами місцевих виборів 2010 року депутатами ради стали:

#### За суб'єктами висування
| Суб'єкт висування                 | Кількість обраних депутатів | %    |
| --------------------------------- | --------------------------- | ---- |
| Партія регіонів                   | 13                          | 72,2 |
| Самовисування                     | 4                           | 22,2 |
| Політична партія «Сильна Україна» | 1                           | 5,6  |

#### За округами
| № округу                          | Прізвище, ім'я, по батькові        | Дата визнання обраним | Освіта             | Партійна приналежність                  | Відомості про обраного депутата                          |
| --------------------------------- | ---------------------------------- | --------------------- | ------------------ | --------------------------------------- | -------------------------------------------------------- |
| Партія регіонів                   |                                    |                       |                    |                                         |                                                          |
| 1                                 | Кукіна Ірина Валеріївна            | 05.11.2010            | середня            | член Партії регіонів                    | Нач. ВОС Галицинівської сільської ради, касир-обліковець |
| 2                                 | Кривоцюк Сергій Володимирович      | 05.11.2010            | середня            | позапартійний                           | Термінал, слюсар                                         |
| 3                                 | Зурнаджи Зінаїда Іванівна          | 05.11.2010            | вища               | позапартійна                            | Галицинівський дошкільний навчальний заклад, завідувачка |
| 4                                 | Станько Надія Геннадіївна          | 05.11.2010            | середня            | член Партії регіонів                    | Галицинівський сільський клуб, завідувачка               |
| 7                                 | Поваляєв Олександр Іванович        | 05.11.2010            | середня            | позапартійний                           | Мелькомбінат, працівник                                  |
| 8                                 | Варганов Олексій Леонідович        | 05.11.2010            | вища               | позапартійний                           | ВАТ «МГЗ», апаратник                                     |
| 9                                 | Клименко Світлана Василівна        | 05.11.2010            | середня спеціальна | позапартійна                            | Галицинівська сільська рада, землевпорядник              |
| 10                                | Шафранська Наталя Олексіївна       | 05.11.2010            | середня спеціальна | позапартійна                            | Галицинівський сільський клуб, прибиральниця             |
| 11                                | Варламова Ірина Віталіївна         | 05.11.2010            | вища               | член Партії регіонів                    | Галицинівська сільська рада, секретар                    |
| 13                                | Журавльова Світлана Вікторівна     | 05.11.2010            | середня            | позапартійна                            | ВАТ «МГЗ», електромонтер                                 |
| 14                                | Камінський Олександр Володимирович | 05.11.2010            | середня            | позапартійний                           | ВАТ «МГЗ», апаратник                                     |
| 16                                | Наумович Інна Василівна            | 05.11.2010            | вища               | член Партії регіонів                    | Управління АПК, бухгалтер                                |
| 18                                | Баргановський Віталій Анатолійович | 05.11.2010            | середня спеціальна | позапартійний                           | В/Ч №, військовослужбовець                               |
| Політична партія «Сильна Україна» |                                    |                       |                    |                                         |                                                          |
| 6                                 | Кобилюх Людмила Борисівна          | 05.11.2010            | середня спеціальна | член Політичної партії «Сильна Україна» | Галицинівська бібліотека, бібліотекар                    |
| Самовисування                     |                                    |                       |                    |                                         |                                                          |
| 5                                 | Волинко Ольга Ярославівна          | 05.11.2010            | середня спеціальна | позапартійна                            | Галицинівська загальноосвітня школа, медсестра           |
| 12                                | Варивода Ірина Вікторівна          | 05.11.2010            | вища               | позапартійна                            | тимчасово не працює                                      |
| 15                                | Волченко Павло Леонідович          | 05.11.2010            | вища               | позапартійний                           | ВАТ «Алан-техно», інженер                                |
| 17                                | Погорєлова Ірина Миколаївна        | 05.11.2010            | вища               | позапартійна                            | Галицинівська загальноосвітня школа, вчитель             |

## Населення
За переписом населення України 2001 року в сільській раді мешкало 2206 осіб.

### Мова
Розподіл населення за рідною мовою за даними перепису 2001 року:
| Мова       | Відсоток |
| ---------- | -------- |
| українська | 85,66 %  |
| російська  | 13,11 %  |
| білоруська | 0,46 %   |
| вірменська | 0,32 %   |
| молдовська | 0,18 %   |
| грецька    | 0,14 %   |
| болгарська | 0,05 %   |